# 1444
Évszázadok: 14. század – 15. század – 16. század
Évtizedek: 1390-es évek – 1400-as évek – 1410-es évek – 1420-as évek – 1430-as évek – 1440-es évek – 1450-es évek – 1460-as évek – 1470-es évek – 1480-as évek – 1490-es évek
Évek: 1439 – 1440 – 1441 – 1442 –  1443 – 1444 – 1445 – 1446 – 1447 – 1448 – 1449

## Események
- január 25. – A törökök elleni hosszú hadjárat után a keresztény sereg visszaérkezik Nándorfehérvárra.[1]
- március 2. – Szkander bég vezetésével Lezhában megalakul a Lezhai Liga, amelynek köszönhetően Albánia 1468-ig megőrzi függetlenségét a terjeszkedő Oszmán Birodalomtól.
- április 16. – Anglia és Franciaország öt évre fegyverszünetet kötnek Tours-ban.
- május 21. – I. Ulászló magyar király két évre fegyverszünetet köt III. Frigyessel, hogy biztosítsa a török elleni hadjáratát.[2]
- július közepe – I. Ulászló megbízásából Hunyadi János 10 éves békét köt a törökkel Szegeden.[3]
- augusztus 4. – A pápa követe a megkötött béke ellenére ráveszi Ulászlót a török elleni újabb hadjáratra.[3]
- augusztus 26. – A St. Jakob an der Birs-i csata a svájci háborúban. A tours-i fegyverszünet miatt felszabadult csapatait VII. Károly francia király fiának vezetésével Svájcba küldi III. Frigyes császár támogatására. A csatában a számbeli hátrányban levő svájciak vereséget szenvednek, de olyan veszteségeket okoznak a franciáknak, hogy azok kénytelenek visszavonulni.
- szeptember 23. – III. Luigi Gonzaga (I. Gianfrancesco fia) mantovai őrgróf uralkodásának kezdete (1478-ig uralkodik).
- november 10. – A várnai csata – II. Murád oszmán szultán serege legyőzi az I. Ulászló király és Hunyadi János vezette keresztény sereget. A csatában a fiatal király is elesik,[4] Hunyadi pedig II. Vlad havasalföldi fejedelem  fogságába esik, ahonnan csak fenyegetésre szabadul ki.

## Születések
- Heinrich Finck, német zeneszerző
- január 24. – Galeazzo Maria Sforza, Milánó hercege († 1476)

## Halálozások
- április 26. – Robert Campin flamand festő (* 1375 körül)
- szeptember 23. – I. Gianfrancesco Gonzaga Mantova őrgrófja (* 1395)
- november 10.

I. Ulászló magyar és lengyel király (* 1424)
Dominis János magyar katolikus főpap
Rozgonyi Simon magyar katolikus főpap
- Leonardo Bruni itáliai humanista (* 1370 k.)